# Islam auf den Seychellen

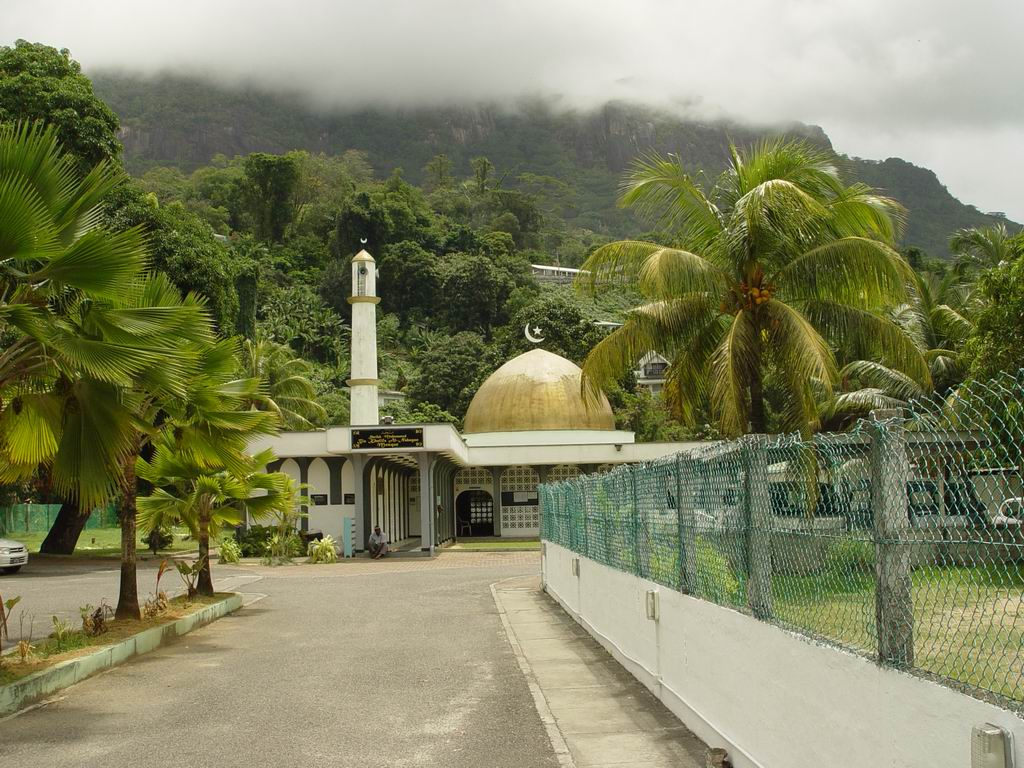
Moschee in Mahe

Der Islam auf den Seychellen wurde erst nach der Besiedlung der Seychellen durch die Franzosen dauerhaft sesshaft. Daher hat er im Verhältnis zur Bevölkerung und im Unterschied zu anderen Staaten im Indischen Ozean auch nur eine sehr kleine Anhängerschaft. Heute wird die muslimische Bevölkerung der Insel auf ca. 1.600 Personen geschätzt, ungefähr 1,6 % der Bevölkerung.

## Geschichte
Erste muslimische Ankömmlinge waren Händler, die mit ihren Booten auf den Inseln anlangten, lange bevor sie von den Europäern entdeckt wurden. Im Gegensatz zu den anderen Inselstaaten im Indopazifik, wie den Komoren und den Malediven, gab es jedoch bis zur französischen Besiedlung ab 1770 keine dauerhaften Bewohner. Auch Mauritius hat eine viel größere muslimische Population, weil dort in viel größerem Umfang Arbeiter aus British India herangeschafft wurden.
Vor allem auf Mahé wurden zahlreiche Moscheen gebaut.
Der Islam hat auf den Seychellen ein relativ schlechtes Image. Die Regierung erlaubt jedoch Übertragungen mit religiösem Inhalt für 15 Minuten jeden Freitag. Vor kurzem hat sich eine Islamic Society of Seychelles gebildet (Präsident Ibrahim Afif), die mit dem Programm Explore Islam das Image des Islam verbessern möchte.
Am 5. Juni 2019 veranstaltete die Islamische Gemeinschaft ein Fest zum Eid al-Fitr im Volksstadion in der Hauptstadt Victoria.